# Mnàsip
Mnàsip (en llatí Mnasippus, en grec antic Μνάσιππος) fou un general espartà que va viure al segle v aC. Va morir l'any 372 aC.
Va ser nomenat comandant de la flota enviada a Còrcira l'any 373 aC per recuperar l'illa que havien conquerit els atenencs. Va desembarcar i va assolar l'illa i va bloquejar la ciutat per terra i per mar reduint els corcirencs a una extrema necessitat. Considerant que ja havia fet el principal i que tenia la victòria assegurada, va despatxar part dels seus mercenaris i va retenir la paga dels altres. La disciplina del seu exèrcit es va relaxar, i els autors diuen que hi havia parts del setge desateses i que grups de soldats campaven lliurement per l'illa. Els habitants assetjats quan ho van veure van fer una sortida, van matar alguns espartans i van fer un bon nombre de presoners. Mnàsip va voler passar a l'ofensiva i va ordenar als seus oficials que conduïssin als mercenaris, cosa que no van poder fer argumentant que es negaven a lluitar si no rebien la seva paga. Mnàsip, indignat, va manifestar una grollera arrogància responent amb cops contra ells. Quan es va lliurar la batalla a les portes de la ciutat, Mnàsip va ser derrotat i mort.
Segons Diodor de Sicília els habitants de Còrcira estaven dirigits per Ctesicles, sens dubte l'Estesicles mencionat per Xenofont, enviat pels atenencs amb 500 o 600 homes en ajut de l'illa.